# 東牟婁郡

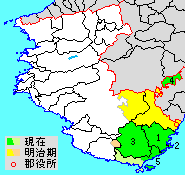
和歌山県東牟婁郡の位置（1.那智勝浦町 2.太地町 3.古座川町 4.北山村 5.串本町 薄緑：後に他郡から編入した区域 薄黄：後に他郡に編入された区域）

東牟婁郡（ひがしむろぐん）は、和歌山県の郡。東牟娄郡と表記される場合もある。
人口31,377人、面積667.21km²、人口密度47人/km²。（2025年2月1日、推計人口）
以下の4町1村を含む。
- 那智勝浦町（なちかつうらちょう）
- 太地町（たいじちょう）
- 古座川町（こざがわちょう）
- 北山村（きたやまむら）
- 串本町（くしもとちょう）

## 郡域
1879年（明治12年）に行政区画として発足した当時の郡域は、以下の区域にあたる。
- 新宮市、那智勝浦町、太地町、古座川町、北山村の全域
- 田辺市の一部（本宮町各町）
- 串本町の一部（姫川、姫、大島以東）
- 西牟婁郡すさみ町の一部（佐本各町）

## 歴史

### 郡発足までの沿革
- 「旧高旧領取調帳」に記載されている、紀伊国牟婁郡のうち後の本郡域の明治初年時点での支配は以下の通り。（167村6浦）

| 知行 | 知行             | 村数     | 村名 |
| ---- | ---------------- | -------- | --- |
| 藩領 | 紀伊和歌山藩     | 75村 6浦 | 大島浦、須江浦、樫野浦、姫村、姫川村、伊串村、西向浦、神野川村、古座浦、津荷村、下田原浦、中湊村、高川原村、古田村、池野口村、池野山村、宇津木村、月野瀬村、高瀬村、川口村、直見村、中村（現・古座川町）、潤野村、大柳村、鶴川村、一雨村、立合川村、相瀬村、峰村、立合村、日南川村、洞尾村、蔵土村、大川村、三尾川村、南平村、追川村、西栗垣内村、東栗垣内村、中村（現・西牟婁郡すさみ町）、中野川村（現・西牟婁郡すさみ町）、西野川村、平野村（現・西牟婁郡すさみ町）、根倉村、深谷村、佐田村、長追村、添野川村、井野谷村、平井村、下露村、西川村、松根村、成川村、宇筒井村、赤木村（現・古座川町）、田川村、小森川村、樫原村、坂足村、直柱村、高野村、樫山村、楠村、大桑村、長洞尾村、山手村、中崎村、猿川村、湯峰村、本宮村、渡瀬村、下湯川村、久保野村、平治川村、曲川村、檜葉村、小々森村、皆地村、武住村、大瀬村 |
| 藩領 | 紀伊新宮藩       | 86村     | 三輪崎村、佐野村、木ノ川村、宇久井村、高津気村、狗子ノ川村、川関村、井関村、天満村、勝浦村、湯川村、太地村、森浦村、市屋村、和田村（現・那智勝浦町）、八尺鏡野村、下里村、粉白村、浦神村、佐部村、上田原村、長井村（現・那智勝浦町）、高遠井村、庄村、中里村、大居村（現・那智勝浦町）、井鹿村、橋ノ川村、小匠村、田垣内村、大野村（現・那智勝浦町）、口色川村、檜曽原村、中野川村（現・那智勝浦町）、熊瀬川村、小坂村、南檜杖村、相賀村、高田村、田長村、能城村、日足村、椋井村、赤木村（現・新宮市）、長井村（現・新宮市）、西村、東村、大山村、鎌塚村、滝本村、畝畑村、北ノ川村、宮井村、相須村、西敷屋村、東敷屋村、小津荷村、高山村、篠尾村、大津荷村、請川村、耳打村、皆瀬川村、田代村、大野村（現・田辺市）、蓑尾谷村、和田村（現・田辺市）、静川村、野竹村、伏拝村、一本松村、大居村（現・田辺市）、上切原村、切畑村、土河屋村、三越村、四滝村、九重村、嶋津村、玉置口村、大沼村、下ノ尾井村、小松村、七色村、竹原村、津荷谷村 |
| 藩領 | 和歌山藩・新宮藩 | 1町 5村  | 新宮町、濱ノ宮村、中ノ川村、平野村（現・那智勝浦町）、二河村、市野々村 |

- 明治4年
  - 7月14日（1871年8月29日） - 廃藩置県により、藩領が和歌山県、新宮県の管轄となる。
  - 11月22日（1872年1月2日） - 第1次府県統合により、牟婁郡のうち概ね熊野川・北山川以西が和歌山県の管轄となる。
- 明治7年（1874年） - 能城村が枝郷山本村を合併のうえ改称して能城山本村となる。
- 明治8年（1875年） - 高川原村・池野口村が合併して高池村となる。（1町165村6浦）

### 郡発足以降の沿革
- 明治12年（1879年）（1町164村6浦）
  - 1月20日 - 郡区町村編制法の和歌山県での施行により、牟婁郡のうち新宮町ほか1町165村6浦に行政区画としての東牟婁郡が発足。郡役所を新宮町に設置。
  - 檜曽原村が平野村（現・那智勝浦町）に合併。
  - 2ヶ所ずつ存在した中村、中野川村、平野村、赤木村、長井村、大居村、大野村のうち1村が下中村（現・古座川町）、西中野川村（現・那智勝浦町）、南平野村（現・那智勝浦町）、西赤木村（現・古座川町）、上長井村（現・新宮市）、南大居村（現・那智勝浦町）、上大野村（現・田辺市）にそれぞれ改称。
  - 和田村（現・那智勝浦町）が下和田村、和田村（現・田辺市）が東和田村にそれぞれ改称。

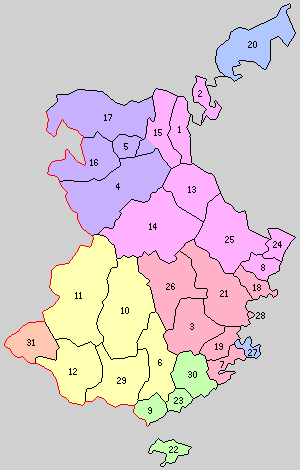
1.九重村 2.玉置口村 3.上太田村 4.請川村 5.本宮村 6.高池村 7.下里村 8.三輪崎村 9.西向村 10.小川村 11.七川村 12.三尾川村 13.三津ノ村 14.小口村 15.敷屋村 16.四村 17.三里村 18.宇久井村 19.下太田村 20.北山村 21.那智村 22.大島村 23.古座村 24.新宮町 25.高田村 26.色川村 27.太地村 28.勝浦村 29.明神村 30.田原村 31.佐本村（桃：新宮市 紫：田辺市 赤：那智勝浦町 黄：古座川町 緑：串本町 橙：西牟婁郡すさみ町 青：合併なし）

- 明治22年（1889年）4月1日 - 町村制の施行により、以下の町村が発足。郡役所の所在地が新宮町となる。（1町30村）
  - 九重村 ← 相須村、宮井村、四滝村、九重村（現・新宮市）
  - 玉置口村 ← 嶋津村、玉置口村（現・新宮市）
  - 上太田村 ← 南大居村、井鹿村、中ノ川村、高遠井村、長井村、小匠村、西中野川村（現・那智勝浦町）
  - 請川村 ← 請川村、大津荷村、津荷谷村、耳打村、皆瀬川村、田代村、上大野村、東和田村、静川村、野竹村、蓑尾谷村（現・田辺市）
  - 本宮村（単独村制。現・田辺市）
  - 高池村 ← 高池村、池野山村、宇津木村、楠村、樫山村、月野瀬村（現・古座川町）
  - 下里村 ← 下里村、粉白村、八尺鏡野村、浦神村（現・那智勝浦町）
  - 三輪崎村 ← 三輪崎村、佐野村、木ノ川村（現・新宮市）
  - 西向村 ← 西向浦、古田村、神野川村、伊串村、姫村、姫川村（現・串本町）
  - 小川村 ← 猿川村、山手村、長洞尾村、大桑村、宇筒井村、西赤木村、田川村、小森川村（現・古座川町）
  - 七川村 ← 佐田村、添野川村、平井村、井野谷村、下露村、西川村、成川村、松根村（現・古座川町）
  - 三尾川村 ← 長追村、大川村、三尾川村、南平村、蔵土村、洞尾村、日南川村（現・古座川町）
  - 三津ノ村 ← 日足村、椋井村、赤木村、能城山本村、田長村、上長井村［飛地］（現・新宮市）
  - 小口村 ← 上長井村［飛地を除く］、西村、東村、大山村、鎌塚村、滝本村、畝畑村、北ノ川村（現・新宮市）
  - 敷屋村 ← 西敷屋村、東敷屋村、篠尾村（現・新宮市）、小津荷村、高山村（現・田辺市）
  - 四村 ← 久保野村、平治川村、湯峰村、渡瀬村、下湯川村、曲川村、檜葉村、小々森村、皆地村、武住村、大瀬村（現・田辺市）
  - 三里村 ← 伏拝村、上切原村、大居村、切畑村、土河屋村、三越村、一本松村（現・田辺市）
  - 宇久井村 ← 高津気村、宇久井村、狗子ノ川村（現・那智勝浦町）
  - 下太田村 ← 中里村、庄村、下和田村、市屋村（現・那智勝浦町）
  - 北山村 ← 大沼村、下尾井村、小松村、竹原村、七色村（現存）
  - 那智村 ← 天満村、川関村、井関村、市野々村、濱ノ宮村、湯川村、橋ノ川村、二河村（現・那智勝浦町）
  - 大島村 ← 大島浦、須江浦、樫野浦（現・串本町）
  - 古座村 ← 古座浦、津荷村、中湊村（現・串本町）
  - 新宮町（単独町制。現・新宮市）
  - 高田村 ← 高田村、相賀村、南檜杖村（現・新宮市）
  - 色川村 ← 大野村、口色川村、小坂村、南平野村、熊瀬川村、田垣内村、坂足村、樫原村、直柱村、高野村（現・那智勝浦町）
  - 太地村 ← 太地村、森浦村（現・太地町）
  - 勝浦村（単独村制。現・那智勝浦町）
  - 明神村 ← 高瀬村、川口村、下中村、潤野村、大柳村、一雨村、鶴川村、立合村、相瀬村、立合川村、峰村、中崎村、直見村（現・古座川町）
  - 田原村 ← 下田原浦、佐部村、上田原村（現・串本町）
  - 佐本村 ← 中村、追川村、西栗垣内村、東栗垣内村、中野川村、西野川村、平野村、根倉村、深谷村（現・西牟婁郡すさみ町）
- 明治30年（1897年）9月1日 - 郡制を施行。
- 明治33年（1900年）12月17日 - 高池村が町制施行して高池町となる。（2町29村）
- 明治34年（1901年）3月20日 - 古座村が町制施行して古座町となる。（3町28村）
- 明治40年（1907年）
  - 6月15日 - 三輪崎村が町制施行して三輪崎町となる。（4町27村）
  - 7月1日 - 佐本村の所属郡が西牟婁郡に変更。（4町26村）
- 明治41年（1908年）5月1日 - 勝浦村が町制施行して勝浦町となる。（5町25村）
- 大正12年（1923年）4月1日 - 郡会が廃止。郡役所は存続。
- 大正14年（1925年）4月1日（7町23村）
  - 下里村が町制施行して下里町となる。
  - 太地村が町制施行して太地町となる。
- 大正15年（1926年）7月1日 - 郡役所が廃止され、内務省告示第82号により東牟婁支庁が設置される。
- 昭和8年（1933年）10月1日 - 新宮町・三輪崎町が合併して新宮市が発足し、郡より離脱。（5町23村）
- 昭和9年（1934年）8月1日 - 那智村が町制施行して那智町となる。（6町22村）
- 昭和10年（1935年）6月1日 - 西向村が町制施行して西向町となる。（7町21村）
- 昭和18年（1943年）2月11日 - 上太田村・下太田村が合併して太田村が発足。（7町20村）
- 昭和30年（1955年）4月1日 - 那智町・勝浦町・色川村・宇久井村が合併して那智勝浦町が発足。（6町18村）
- 昭和31年（1956年）
  - 3月30日 - 古座町・西向町・田原村が合併し、改めて古座町が発足。（5町17村）
  - 3月31日 - 高池町・明神村・小川村・三尾川村・七川村が合併して古座川町が発足。（5町13村）
  - 9月30日（7町3村）
    - 小口村・三津ノ村・九重村・玉置口村および敷屋村の一部（西敷屋・東敷屋・篠尾）が合併して熊野川町が発足。
    - 三里村・本宮村・四村・請川村および敷屋村の残部（小津荷・高山）が合併して本宮町が発足。
    - 高田村が新宮市に編入。
- 昭和33年（1958年）1月15日 - 大島村が西牟婁郡串本町に編入。（7町2村）
- 昭和35年（1960年）1月11日 - 下里町・太田村が那智勝浦町に編入。（6町1村）
- 平成17年（2005年）
  - 4月1日 - 古座町が西牟婁郡串本町と合併して東牟婁郡串本町が発足。串本町の区域の内、旧西牟婁郡串本町の区域を西牟婁振興局から東牟婁振興局に移管。（5町1村）
  - 5月1日 - 本宮町が田辺市・日高郡龍神村・西牟婁郡中辺路町・大塔村と合併し、改めて田辺市が発足、郡より離脱。
  - 10月1日 - 熊野川町が新宮市と合併し、改めて新宮市が発足、郡より離脱。（4町1村）

### 変遷表
| 明治22年以前 | 明治22年以前             | 明治22年以前             | 明治22年 4月1日 町村制施行 | 明治22年 - 大正15年                  | 昭和元年 - 昭和29年                   | 昭和30年 - 昭和64年                   | 昭和30年 - 昭和64年                   | 平成元年 - 現在        | 現在              |
| ------------ | ------------------------ | ------------------------ | -------------------------- | ------------------------------------ | ------------------------------------- | ------------------------------------- | ------------------------------------- | ---------------------- | ----------------- |
| 七色村       | 七色村                   | 七色村                   | 北山村                     | 北山村                               | 北山村                                | 北山村                                | 北山村                                | 北山村                 | 北山村            |
| 竹原村       |                          |                          | 北山村                     | 北山村                               | 北山村                                | 北山村                                | 北山村                                | 北山村                 | 北山村            |
| 大沼村       |                          |                          | 北山村                     | 北山村                               | 北山村                                | 北山村                                | 北山村                                | 北山村                 | 北山村            |
| 下尾井村     |                          |                          | 北山村                     | 北山村                               | 北山村                                | 北山村                                | 北山村                                | 北山村                 | 北山村            |
| 小松村       |                          |                          | 北山村                     | 北山村                               | 北山村                                | 北山村                                | 北山村                                | 北山村                 | 北山村            |
| 新宮町       | 新宮町                   | 新宮町                   | 新宮町                     | 新宮町                               | 昭和8年10月1日 新宮市                 | 新宮市                                | 新宮市                                | 平成17年10月1日 新宮市 | 新宮市            |
| 三輪崎村     | 三輪崎村                 | 三輪崎村                 | 三輪崎村                   | 明治40年6月1日 町制 三輪崎町         | 昭和8年10月1日 新宮市                 | 新宮市                                | 新宮市                                | 平成17年10月1日 新宮市 | 新宮市            |
| 佐野村       |                          |                          | 三輪崎村                   | 明治40年6月1日 町制 三輪崎町         | 昭和8年10月1日 新宮市                 | 新宮市                                | 新宮市                                | 平成17年10月1日 新宮市 | 新宮市            |
| 木ノ川村     |                          |                          | 三輪崎村                   | 明治40年6月1日 町制 三輪崎町         | 昭和8年10月1日 新宮市                 | 新宮市                                | 新宮市                                | 平成17年10月1日 新宮市 | 新宮市            |
| 高田村       | 高田村                   | 高田村                   | 高田村                     | 高田村                               | 高田村                                | 昭和31年9月30日 新宮市に編入          | 昭和31年9月30日 新宮市に編入          | 平成17年10月1日 新宮市 | 新宮市            |
| 相賀村       |                          |                          | 高田村                     | 高田村                               | 高田村                                | 昭和31年9月30日 新宮市に編入          | 昭和31年9月30日 新宮市に編入          | 平成17年10月1日 新宮市 | 新宮市            |
| 南檜杖村     |                          |                          | 高田村                     | 高田村                               | 高田村                                | 昭和31年9月30日 新宮市に編入          | 昭和31年9月30日 新宮市に編入          | 平成17年10月1日 新宮市 | 新宮市            |
| 日足村       | 日足村                   | 日足村                   | 三津ノ村                   | 三津ノ村                             | 三津ノ村                              | 昭和31年9月30日 熊野川町              | 昭和31年9月30日 熊野川町              | 平成17年10月1日 新宮市 | 新宮市            |
| 田長村       |                          |                          | 三津ノ村                   | 三津ノ村                             | 三津ノ村                              | 昭和31年9月30日 熊野川町              | 昭和31年9月30日 熊野川町              | 平成17年10月1日 新宮市 | 新宮市            |
| 椋井村       |                          |                          | 三津ノ村                   | 三津ノ村                             | 三津ノ村                              | 昭和31年9月30日 熊野川町              | 昭和31年9月30日 熊野川町              | 平成17年10月1日 新宮市 | 新宮市            |
| 能城村       | 能城村                   | 明治7年 能城山本村       | 三津ノ村                   | 三津ノ村                             | 三津ノ村                              | 昭和31年9月30日 熊野川町              | 昭和31年9月30日 熊野川町              | 平成17年10月1日 新宮市 | 新宮市            |
| 枝郷山本村   | 明治7年 能城村に合併     | 明治7年 能城山本村       | 三津ノ村                   | 三津ノ村                             | 三津ノ村                              | 昭和31年9月30日 熊野川町              | 昭和31年9月30日 熊野川町              | 平成17年10月1日 新宮市 | 新宮市            |
| 赤木村       |                          |                          | 三津ノ村                   | 三津ノ村                             | 三津ノ村                              | 昭和31年9月30日 熊野川町              | 昭和31年9月30日 熊野川町              | 平成17年10月1日 新宮市 | 新宮市            |
| 長井村       | 明治12年 改称 上長井村   | 一部                     | 三津ノ村                   | 三津ノ村                             | 三津ノ村                              | 昭和31年9月30日 熊野川町              | 昭和31年9月30日 熊野川町              | 平成17年10月1日 新宮市 | 新宮市            |
| 長井村       | 明治12年 改称 上長井村   | 大部分                   | 小口村                     | 小口村                               | 小口村                                | 昭和31年9月30日 熊野川町              | 昭和31年9月30日 熊野川町              | 平成17年10月1日 新宮市 | 新宮市            |
| 東村         |                          |                          | 小口村                     | 小口村                               | 小口村                                | 昭和31年9月30日 熊野川町              | 昭和31年9月30日 熊野川町              | 平成17年10月1日 新宮市 | 新宮市            |
| 西村         |                          |                          | 小口村                     | 小口村                               | 小口村                                | 昭和31年9月30日 熊野川町              | 昭和31年9月30日 熊野川町              | 平成17年10月1日 新宮市 | 新宮市            |
| 大山村       |                          |                          | 小口村                     | 小口村                               | 小口村                                | 昭和31年9月30日 熊野川町              | 昭和31年9月30日 熊野川町              | 平成17年10月1日 新宮市 | 新宮市            |
| 鎌塚村       |                          |                          | 小口村                     | 小口村                               | 小口村                                | 昭和31年9月30日 熊野川町              | 昭和31年9月30日 熊野川町              | 平成17年10月1日 新宮市 | 新宮市            |
| 滝本村       |                          |                          | 小口村                     | 小口村                               | 小口村                                | 昭和31年9月30日 熊野川町              | 昭和31年9月30日 熊野川町              | 平成17年10月1日 新宮市 | 新宮市            |
| 畝畑村       |                          |                          | 小口村                     | 小口村                               | 小口村                                | 昭和31年9月30日 熊野川町              | 昭和31年9月30日 熊野川町              | 平成17年10月1日 新宮市 | 新宮市            |
| 北ノ川村     |                          |                          | 小口村                     | 小口村                               | 小口村                                | 昭和31年9月30日 熊野川町              | 昭和31年9月30日 熊野川町              | 平成17年10月1日 新宮市 | 新宮市            |
| 宮井村       | 宮井村                   | 宮井村                   | 九重村                     | 九重村                               | 九重村                                | 昭和31年9月30日 熊野川町              | 昭和31年9月30日 熊野川町              | 平成17年10月1日 新宮市 | 新宮市            |
| 相須村       |                          |                          | 九重村                     | 九重村                               | 九重村                                | 昭和31年9月30日 熊野川町              | 昭和31年9月30日 熊野川町              | 平成17年10月1日 新宮市 | 新宮市            |
| 四滝村       |                          |                          | 九重村                     | 九重村                               | 九重村                                | 昭和31年9月30日 熊野川町              | 昭和31年9月30日 熊野川町              | 平成17年10月1日 新宮市 | 新宮市            |
| 九重村       |                          |                          | 九重村                     | 九重村                               | 九重村                                | 昭和31年9月30日 熊野川町              | 昭和31年9月30日 熊野川町              | 平成17年10月1日 新宮市 | 新宮市            |
| 嶋津村       | 嶋津村                   | 嶋津村                   | 玉置口村                   | 玉置口村                             | 玉置口村                              | 昭和31年9月30日 熊野川町              | 昭和31年9月30日 熊野川町              | 平成17年10月1日 新宮市 | 新宮市            |
| 玉置口村     |                          |                          | 玉置口村                   | 玉置口村                             | 玉置口村                              | 昭和31年9月30日 熊野川町              | 昭和31年9月30日 熊野川町              | 平成17年10月1日 新宮市 | 新宮市            |
| 東敷屋村     | 東敷屋村                 | 東敷屋村                 | 敷屋村                     | 敷屋村                               | 敷屋村                                | 昭和31年9月30日 熊野川町              | 昭和31年9月30日 熊野川町              | 平成17年10月1日 新宮市 | 新宮市            |
| 西敷屋村     |                          |                          | 敷屋村                     | 敷屋村                               | 敷屋村                                | 昭和31年9月30日 熊野川町              | 昭和31年9月30日 熊野川町              | 平成17年10月1日 新宮市 | 新宮市            |
| 篠尾村       |                          |                          | 敷屋村                     | 敷屋村                               | 敷屋村                                | 昭和31年9月30日 熊野川町              | 昭和31年9月30日 熊野川町              | 平成17年10月1日 新宮市 | 新宮市            |
| 小津荷村     | 小津荷村                 | 小津荷村                 | 敷屋村                     | 敷屋村                               | 敷屋村                                | 昭和31年9月30日 本宮町                | 昭和31年9月30日 本宮町                | 平成17年5月1日 田辺市  | 田辺市            |
| 高山村       |                          |                          | 敷屋村                     | 敷屋村                               | 敷屋村                                | 昭和31年9月30日 本宮町                | 昭和31年9月30日 本宮町                | 平成17年5月1日 田辺市  | 田辺市            |
| 本宮村       | 本宮村                   | 本宮村                   | 本宮村                     | 本宮村                               | 本宮村                                | 昭和31年9月30日 本宮町                | 昭和31年9月30日 本宮町                | 平成17年5月1日 田辺市  | 田辺市            |
| 請川村       | 請川村                   | 請川村                   | 請川村                     | 請川村                               | 請川村                                | 昭和31年9月30日 本宮町                | 昭和31年9月30日 本宮町                | 平成17年5月1日 田辺市  | 田辺市            |
| 大津荷村     |                          |                          | 請川村                     | 請川村                               | 請川村                                | 昭和31年9月30日 本宮町                | 昭和31年9月30日 本宮町                | 平成17年5月1日 田辺市  | 田辺市            |
| 津荷谷村     |                          |                          | 請川村                     | 請川村                               | 請川村                                | 昭和31年9月30日 本宮町                | 昭和31年9月30日 本宮町                | 平成17年5月1日 田辺市  | 田辺市            |
| 皆瀬川村     |                          |                          | 請川村                     | 請川村                               | 請川村                                | 昭和31年9月30日 本宮町                | 昭和31年9月30日 本宮町                | 平成17年5月1日 田辺市  | 田辺市            |
| 耳打村       |                          |                          | 請川村                     | 請川村                               | 請川村                                | 昭和31年9月30日 本宮町                | 昭和31年9月30日 本宮町                | 平成17年5月1日 田辺市  | 田辺市            |
| 田代村       |                          |                          | 請川村                     | 請川村                               | 請川村                                | 昭和31年9月30日 本宮町                | 昭和31年9月30日 本宮町                | 平成17年5月1日 田辺市  | 田辺市            |
| 静川村       |                          |                          | 請川村                     | 請川村                               | 請川村                                | 昭和31年9月30日 本宮町                | 昭和31年9月30日 本宮町                | 平成17年5月1日 田辺市  | 田辺市            |
| 和田村       | 明治12年 改称 東和田村   | 明治12年 改称 東和田村   | 請川村                     | 請川村                               | 請川村                                | 昭和31年9月30日 本宮町                | 昭和31年9月30日 本宮町                | 平成17年5月1日 田辺市  | 田辺市            |
| 簑尾谷村     |                          |                          | 請川村                     | 請川村                               | 請川村                                | 昭和31年9月30日 本宮町                | 昭和31年9月30日 本宮町                | 平成17年5月1日 田辺市  | 田辺市            |
| 大野村       | 明治12年 改称 上大野村   | 明治12年 改称 上大野村   | 請川村                     | 請川村                               | 請川村                                | 昭和31年9月30日 本宮町                | 昭和31年9月30日 本宮町                | 平成17年5月1日 田辺市  | 田辺市            |
| 野竹村       |                          |                          | 請川村                     | 請川村                               | 請川村                                | 昭和31年9月30日 本宮町                | 昭和31年9月30日 本宮町                | 平成17年5月1日 田辺市  | 田辺市            |
| 下湯川村     | 下湯川村                 | 下湯川村                 | 四村                       | 四村                                 | 四村                                  | 昭和31年9月30日 本宮町                | 昭和31年9月30日 本宮町                | 平成17年5月1日 田辺市  | 田辺市            |
| 渡瀬村       |                          |                          | 四村                       | 四村                                 | 四村                                  | 昭和31年9月30日 本宮町                | 昭和31年9月30日 本宮町                | 平成17年5月1日 田辺市  | 田辺市            |
| 湯峰村       |                          |                          | 四村                       | 四村                                 | 四村                                  | 昭和31年9月30日 本宮町                | 昭和31年9月30日 本宮町                | 平成17年5月1日 田辺市  | 田辺市            |
| 久保野村     |                          |                          | 四村                       | 四村                                 | 四村                                  | 昭和31年9月30日 本宮町                | 昭和31年9月30日 本宮町                | 平成17年5月1日 田辺市  | 田辺市            |
| 平治川村     |                          |                          | 四村                       | 四村                                 | 四村                                  | 昭和31年9月30日 本宮町                | 昭和31年9月30日 本宮町                | 平成17年5月1日 田辺市  | 田辺市            |
| 曲川村       |                          |                          | 四村                       | 四村                                 | 四村                                  | 昭和31年9月30日 本宮町                | 昭和31年9月30日 本宮町                | 平成17年5月1日 田辺市  | 田辺市            |
| 檜葉村       |                          |                          | 四村                       | 四村                                 | 四村                                  | 昭和31年9月30日 本宮町                | 昭和31年9月30日 本宮町                | 平成17年5月1日 田辺市  | 田辺市            |
| 小々森村     |                          |                          | 四村                       | 四村                                 | 四村                                  | 昭和31年9月30日 本宮町                | 昭和31年9月30日 本宮町                | 平成17年5月1日 田辺市  | 田辺市            |
| 皆地村       |                          |                          | 四村                       | 四村                                 | 四村                                  | 昭和31年9月30日 本宮町                | 昭和31年9月30日 本宮町                | 平成17年5月1日 田辺市  | 田辺市            |
| 武住村       |                          |                          | 四村                       | 四村                                 | 四村                                  | 昭和31年9月30日 本宮町                | 昭和31年9月30日 本宮町                | 平成17年5月1日 田辺市  | 田辺市            |
| 大瀬村       |                          |                          | 四村                       | 四村                                 | 四村                                  | 昭和31年9月30日 本宮町                | 昭和31年9月30日 本宮町                | 平成17年5月1日 田辺市  | 田辺市            |
| 伏拝村       | 伏拝村                   | 伏拝村                   | 三里村                     | 三里村                               | 三里村                                | 昭和31年9月30日 本宮町                | 昭和31年9月30日 本宮町                | 平成17年5月1日 田辺市  | 田辺市            |
| 土河屋村     |                          |                          | 三里村                     | 三里村                               | 三里村                                | 昭和31年9月30日 本宮町                | 昭和31年9月30日 本宮町                | 平成17年5月1日 田辺市  | 田辺市            |
| 上切原村     |                          |                          | 三里村                     | 三里村                               | 三里村                                | 昭和31年9月30日 本宮町                | 昭和31年9月30日 本宮町                | 平成17年5月1日 田辺市  | 田辺市            |
| 切畑村       |                          |                          | 三里村                     | 三里村                               | 三里村                                | 昭和31年9月30日 本宮町                | 昭和31年9月30日 本宮町                | 平成17年5月1日 田辺市  | 田辺市            |
| 三越村       |                          |                          | 三里村                     | 三里村                               | 三里村                                | 昭和31年9月30日 本宮町                | 昭和31年9月30日 本宮町                | 平成17年5月1日 田辺市  | 田辺市            |
| 大居村       |                          |                          | 三里村                     | 三里村                               | 三里村                                | 昭和31年9月30日 本宮町                | 昭和31年9月30日 本宮町                | 平成17年5月1日 田辺市  | 田辺市            |
| 一本松村     |                          |                          | 三里村                     | 三里村                               | 三里村                                | 昭和31年9月30日 本宮町                | 昭和31年9月30日 本宮町                | 平成17年5月1日 田辺市  | 田辺市            |
| 勝浦村       | 勝浦村                   | 勝浦村                   | 勝浦村                     | 明治41年5月1日 町制 勝浦町           | 勝浦町                                | 昭和30年4月1日 那智勝浦町             | 昭和30年4月1日 那智勝浦町             | 那智勝浦町             | 那智勝浦町        |
| 天満村       | 天満村                   | 天満村                   | 那智村                     | 町制 那智町                          | 昭和9年8月1日 那智町                  | 昭和30年4月1日 那智勝浦町             | 昭和30年4月1日 那智勝浦町             | 那智勝浦町             | 那智勝浦町        |
| 浜ノ宮村     |                          |                          | 那智村                     | 町制 那智町                          | 昭和9年8月1日 那智町                  | 昭和30年4月1日 那智勝浦町             | 昭和30年4月1日 那智勝浦町             | 那智勝浦町             | 那智勝浦町        |
| 川関村       |                          |                          | 那智村                     | 町制 那智町                          | 昭和9年8月1日 那智町                  | 昭和30年4月1日 那智勝浦町             | 昭和30年4月1日 那智勝浦町             | 那智勝浦町             | 那智勝浦町        |
| 井関村       |                          |                          | 那智村                     | 町制 那智町                          | 昭和9年8月1日 那智町                  | 昭和30年4月1日 那智勝浦町             | 昭和30年4月1日 那智勝浦町             | 那智勝浦町             | 那智勝浦町        |
| 市野々村     |                          |                          | 那智村                     | 町制 那智町                          | 昭和9年8月1日 那智町                  | 昭和30年4月1日 那智勝浦町             | 昭和30年4月1日 那智勝浦町             | 那智勝浦町             | 那智勝浦町        |
| 橋ノ川村     |                          |                          | 那智村                     | 町制 那智町                          | 昭和9年8月1日 那智町                  | 昭和30年4月1日 那智勝浦町             | 昭和30年4月1日 那智勝浦町             | 那智勝浦町             | 那智勝浦町        |
| 二河村       |                          |                          | 那智村                     | 町制 那智町                          | 昭和9年8月1日 那智町                  | 昭和30年4月1日 那智勝浦町             | 昭和30年4月1日 那智勝浦町             | 那智勝浦町             | 那智勝浦町        |
| 湯川村       |                          |                          | 那智村                     | 町制 那智町                          | 昭和9年8月1日 那智町                  | 昭和30年4月1日 那智勝浦町             | 昭和30年4月1日 那智勝浦町             | 那智勝浦町             | 那智勝浦町        |
| 宇久井村     | 宇久井村                 | 宇久井村                 | 宇久井村                   | 宇久井村                             | 宇久井村                              | 昭和30年4月1日 那智勝浦町             | 昭和30年4月1日 那智勝浦町             | 那智勝浦町             | 那智勝浦町        |
| 狗子ノ川     |                          |                          | 宇久井村                   | 宇久井村                             | 宇久井村                              | 昭和30年4月1日 那智勝浦町             | 昭和30年4月1日 那智勝浦町             | 那智勝浦町             | 那智勝浦町        |
| 高津気村     |                          |                          | 宇久井村                   | 宇久井村                             | 宇久井村                              | 昭和30年4月1日 那智勝浦町             | 昭和30年4月1日 那智勝浦町             | 那智勝浦町             | 那智勝浦町        |
| 平野村       | 平野村                   | 明治12年 改称 南平野村   | 色川村                     | 色川村                               | 色川村                                | 昭和30年4月1日 那智勝浦町             | 昭和30年4月1日 那智勝浦町             | 那智勝浦町             | 那智勝浦町        |
| 檜曽原村     | 明治12年 平野村に合併    | 明治12年 改称 南平野村   | 色川村                     | 色川村                               | 色川村                                | 昭和30年4月1日 那智勝浦町             | 昭和30年4月1日 那智勝浦町             | 那智勝浦町             | 那智勝浦町        |
| 小阪村       |                          |                          | 色川村                     | 色川村                               | 色川村                                | 昭和30年4月1日 那智勝浦町             | 昭和30年4月1日 那智勝浦町             | 那智勝浦町             | 那智勝浦町        |
| 口色川村     |                          |                          | 色川村                     | 色川村                               | 色川村                                | 昭和30年4月1日 那智勝浦町             | 昭和30年4月1日 那智勝浦町             | 那智勝浦町             | 那智勝浦町        |
| 大野村       |                          |                          | 色川村                     | 色川村                               | 色川村                                | 昭和30年4月1日 那智勝浦町             | 昭和30年4月1日 那智勝浦町             | 那智勝浦町             | 那智勝浦町        |
| 熊瀬川村     |                          |                          | 色川村                     | 色川村                               | 色川村                                | 昭和30年4月1日 那智勝浦町             | 昭和30年4月1日 那智勝浦町             | 那智勝浦町             | 那智勝浦町        |
| 田垣内村     |                          |                          | 色川村                     | 色川村                               | 色川村                                | 昭和30年4月1日 那智勝浦町             | 昭和30年4月1日 那智勝浦町             | 那智勝浦町             | 那智勝浦町        |
| 坂足村       |                          |                          | 色川村                     | 色川村                               | 色川村                                | 昭和30年4月1日 那智勝浦町             | 昭和30年4月1日 那智勝浦町             | 那智勝浦町             | 那智勝浦町        |
| 樫原村       |                          |                          | 色川村                     | 色川村                               | 色川村                                | 昭和30年4月1日 那智勝浦町             | 昭和30年4月1日 那智勝浦町             | 那智勝浦町             | 那智勝浦町        |
| 直柱村       |                          |                          | 色川村                     | 色川村                               | 色川村                                | 昭和30年4月1日 那智勝浦町             | 昭和30年4月1日 那智勝浦町             | 那智勝浦町             | 那智勝浦町        |
| 高野村       |                          |                          | 色川村                     | 色川村                               | 色川村                                | 昭和30年4月1日 那智勝浦町             | 昭和30年4月1日 那智勝浦町             | 那智勝浦町             | 那智勝浦町        |
| 下里村       | 下里村                   | 下里村                   | 下里村                     | 大正14年4月1日 町制 下里町           | 下里町                                | 昭和35年1月11日 那智勝浦町に編入      | 昭和35年1月11日 那智勝浦町に編入      | 那智勝浦町             | 那智勝浦町        |
| 八尺鏡野村   |                          |                          | 下里村                     | 大正14年4月1日 町制 下里町           | 下里町                                | 昭和35年1月11日 那智勝浦町に編入      | 昭和35年1月11日 那智勝浦町に編入      | 那智勝浦町             | 那智勝浦町        |
| 粉白村       |                          |                          | 下里村                     | 大正14年4月1日 町制 下里町           | 下里町                                | 昭和35年1月11日 那智勝浦町に編入      | 昭和35年1月11日 那智勝浦町に編入      | 那智勝浦町             | 那智勝浦町        |
| 浦神村       |                          |                          | 下里村                     | 大正14年4月1日 町制 下里町           | 下里町                                | 昭和35年1月11日 那智勝浦町に編入      | 昭和35年1月11日 那智勝浦町に編入      | 那智勝浦町             | 那智勝浦町        |
| 大居村       | 明治12年 改称 南大居村   | 明治12年 改称 南大居村   | 上太田村                   | 上太田村                             | 昭和18年2月11日 太田村                | 昭和35年1月11日 那智勝浦町に編入      | 昭和35年1月11日 那智勝浦町に編入      | 那智勝浦町             | 那智勝浦町        |
| 井鹿村       |                          |                          | 上太田村                   | 上太田村                             | 昭和18年2月11日 太田村                | 昭和35年1月11日 那智勝浦町に編入      | 昭和35年1月11日 那智勝浦町に編入      | 那智勝浦町             | 那智勝浦町        |
| 中ノ川村     |                          |                          | 上太田村                   | 上太田村                             | 昭和18年2月11日 太田村                | 昭和35年1月11日 那智勝浦町に編入      | 昭和35年1月11日 那智勝浦町に編入      | 那智勝浦町             | 那智勝浦町        |
| 長井村       |                          |                          | 上太田村                   | 上太田村                             | 昭和18年2月11日 太田村                | 昭和35年1月11日 那智勝浦町に編入      | 昭和35年1月11日 那智勝浦町に編入      | 那智勝浦町             | 那智勝浦町        |
| 小匠村       |                          |                          | 上太田村                   | 上太田村                             | 昭和18年2月11日 太田村                | 昭和35年1月11日 那智勝浦町に編入      | 昭和35年1月11日 那智勝浦町に編入      | 那智勝浦町             | 那智勝浦町        |
| 中野川村     | 明治12年 改称 西中野川村 | 明治12年 改称 西中野川村 | 上太田村                   | 上太田村                             | 昭和18年2月11日 太田村                | 昭和35年1月11日 那智勝浦町に編入      | 昭和35年1月11日 那智勝浦町に編入      | 那智勝浦町             | 那智勝浦町        |
| 市屋村       | 市屋村                   | 市屋村                   | 下太田村                   | 下太田村                             | 昭和18年2月11日 太田村                | 昭和35年1月11日 那智勝浦町に編入      | 昭和35年1月11日 那智勝浦町に編入      | 那智勝浦町             | 那智勝浦町        |
| 和田村       | 明治12年 改称 下和田村   | 明治12年 改称 下和田村   | 下太田村                   | 下太田村                             | 昭和18年2月11日 太田村                | 昭和35年1月11日 那智勝浦町に編入      | 昭和35年1月11日 那智勝浦町に編入      | 那智勝浦町             | 那智勝浦町        |
| 庄村         |                          |                          | 下太田村                   | 下太田村                             | 昭和18年2月11日 太田村                | 昭和35年1月11日 那智勝浦町に編入      | 昭和35年1月11日 那智勝浦町に編入      | 那智勝浦町             | 那智勝浦町        |
| 中里村       |                          |                          | 下太田村                   | 下太田村                             | 昭和18年2月11日 太田村                | 昭和35年1月11日 那智勝浦町に編入      | 昭和35年1月11日 那智勝浦町に編入      | 那智勝浦町             | 那智勝浦町        |
| 太地村       | 太地村                   | 太地村                   | 太地村                     | 大正14年4月1日 町制 太地町           | 太地町                                | 太地町                                | 太地町                                | 太地町                 | 太地町            |
| 森浦村       |                          |                          | 太地村                     | 大正14年4月1日 町制 太地町           | 太地町                                | 太地町                                | 太地町                                | 太地町                 | 太地町            |
| 高川原村     | 明治8年 高池村           | 明治8年 高池村           | 高池村                     | 明治33年12月17日 町制 高池町         | 高池町                                | 昭和31年3月31日 古座川町              | 昭和31年3月31日 古座川町              | 古座川町               | 古座川町          |
| 池野口村     | 明治8年 高池村           | 明治8年 高池村           | 高池村                     | 明治33年12月17日 町制 高池町         | 高池町                                | 昭和31年3月31日 古座川町              | 昭和31年3月31日 古座川町              | 古座川町               | 古座川町          |
| 池野山村     |                          |                          | 高池村                     | 明治33年12月17日 町制 高池町         | 高池町                                | 昭和31年3月31日 古座川町              | 昭和31年3月31日 古座川町              | 古座川町               | 古座川町          |
| 楠村         |                          |                          | 高池村                     | 明治33年12月17日 町制 高池町         | 高池町                                | 昭和31年3月31日 古座川町              | 昭和31年3月31日 古座川町              | 古座川町               | 古座川町          |
| 宇津木村     |                          |                          | 高池村                     | 明治33年12月17日 町制 高池町         | 高池町                                | 昭和31年3月31日 古座川町              | 昭和31年3月31日 古座川町              | 古座川町               | 古座川町          |
| 月野瀬村     |                          |                          | 高池村                     | 明治33年12月17日 町制 高池町         | 高池町                                | 昭和31年3月31日 古座川町              | 昭和31年3月31日 古座川町              | 古座川町               | 古座川町          |
| 樫山村       |                          |                          | 高池村                     | 明治33年12月17日 町制 高池町         | 高池町                                | 昭和31年3月31日 古座川町              | 昭和31年3月31日 古座川町              | 古座川町               | 古座川町          |
| 中村         | 明治12年 改称 下中村     | 明治12年 改称 下中村     | 明神村                     | 明神村                               | 明神村                                | 昭和31年3月31日 古座川町              | 昭和31年3月31日 古座川町              | 古座川町               | 古座川町          |
| 中崎村       |                          |                          | 明神村                     | 明神村                               | 明神村                                | 昭和31年3月31日 古座川町              | 昭和31年3月31日 古座川町              | 古座川町               | 古座川町          |
| 相瀬村       |                          |                          | 明神村                     | 明神村                               | 明神村                                | 昭和31年3月31日 古座川町              | 昭和31年3月31日 古座川町              | 古座川町               | 古座川町          |
| 立合川村     |                          |                          | 明神村                     | 明神村                               | 明神村                                | 昭和31年3月31日 古座川町              | 昭和31年3月31日 古座川町              | 古座川町               | 古座川町          |
| 立合村       |                          |                          | 明神村                     | 明神村                               | 明神村                                | 昭和31年3月31日 古座川町              | 昭和31年3月31日 古座川町              | 古座川町               | 古座川町          |
| 鶴川村       |                          |                          | 明神村                     | 明神村                               | 明神村                                | 昭和31年3月31日 古座川町              | 昭和31年3月31日 古座川町              | 古座川町               | 古座川町          |
| 一雨村       |                          |                          | 明神村                     | 明神村                               | 明神村                                | 昭和31年3月31日 古座川町              | 昭和31年3月31日 古座川町              | 古座川町               | 古座川町          |
| 大柳村       |                          |                          | 明神村                     | 明神村                               | 明神村                                | 昭和31年3月31日 古座川町              | 昭和31年3月31日 古座川町              | 古座川町               | 古座川町          |
| 閏野村       |                          |                          | 明神村                     | 明神村                               | 明神村                                | 昭和31年3月31日 古座川町              | 昭和31年3月31日 古座川町              | 古座川町               | 古座川町          |
| 峯村         |                          |                          | 明神村                     | 明神村                               | 明神村                                | 昭和31年3月31日 古座川町              | 昭和31年3月31日 古座川町              | 古座川町               | 古座川町          |
| 高瀬村       |                          |                          | 明神村                     | 明神村                               | 明神村                                | 昭和31年3月31日 古座川町              | 昭和31年3月31日 古座川町              | 古座川町               | 古座川町          |
| 直見村       |                          |                          | 明神村                     | 明神村                               | 明神村                                | 昭和31年3月31日 古座川町              | 昭和31年3月31日 古座川町              | 古座川町               | 古座川町          |
| 山手村       | 山手村                   | 山手村                   | 小川村                     | 小川村                               | 小川村                                | 昭和31年3月31日 古座川町              | 昭和31年3月31日 古座川町              | 古座川町               | 古座川町          |
| 猿川村       |                          |                          | 小川村                     | 小川村                               | 小川村                                | 昭和31年3月31日 古座川町              | 昭和31年3月31日 古座川町              | 古座川町               | 古座川町          |
| 長洞尾村     |                          |                          | 小川村                     | 小川村                               | 小川村                                | 昭和31年3月31日 古座川町              | 昭和31年3月31日 古座川町              | 古座川町               | 古座川町          |
| 宇筒井村     |                          |                          | 小川村                     | 小川村                               | 小川村                                | 昭和31年3月31日 古座川町              | 昭和31年3月31日 古座川町              | 古座川町               | 古座川町          |
| 大桑村       |                          |                          | 小川村                     | 小川村                               | 小川村                                | 昭和31年3月31日 古座川町              | 昭和31年3月31日 古座川町              | 古座川町               | 古座川町          |
| 赤木村       | 明治12年 改称 西赤木村   | 明治12年 改称 西赤木村   | 小川村                     | 小川村                               | 小川村                                | 昭和31年3月31日 古座川町              | 昭和31年3月31日 古座川町              | 古座川町               | 古座川町          |
| 田川村       |                          |                          | 小川村                     | 小川村                               | 小川村                                | 昭和31年3月31日 古座川町              | 昭和31年3月31日 古座川町              | 古座川町               | 古座川町          |
| 小森川村     |                          |                          | 小川村                     | 小川村                               | 小川村                                | 昭和31年3月31日 古座川町              | 昭和31年3月31日 古座川町              | 古座川町               | 古座川町          |
| 洞尾村       | 洞尾村                   | 洞尾村                   | 三尾川村                   | 三尾川村                             | 三尾川村                              | 昭和31年3月31日 古座川町              | 昭和31年3月31日 古座川町              | 古座川町               | 古座川町          |
| 蔵土村       |                          |                          | 三尾川村                   | 三尾川村                             | 三尾川村                              | 昭和31年3月31日 古座川町              | 昭和31年3月31日 古座川町              | 古座川町               | 古座川町          |
| 三尾川村     |                          |                          | 三尾川村                   | 三尾川村                             | 三尾川村                              | 昭和31年3月31日 古座川町              | 昭和31年3月31日 古座川町              | 古座川町               | 古座川町          |
| 南平村       |                          |                          | 三尾川村                   | 三尾川村                             | 三尾川村                              | 昭和31年3月31日 古座川町              | 昭和31年3月31日 古座川町              | 古座川町               | 古座川町          |
| 大川村       |                          |                          | 三尾川村                   | 三尾川村                             | 三尾川村                              | 昭和31年3月31日 古座川町              | 昭和31年3月31日 古座川町              | 古座川町               | 古座川町          |
| 長追村       |                          |                          | 三尾川村                   | 三尾川村                             | 三尾川村                              | 昭和31年3月31日 古座川町              | 昭和31年3月31日 古座川町              | 古座川町               | 古座川町          |
| 日南川村     |                          |                          | 三尾川村                   | 三尾川村                             | 三尾川村                              | 昭和31年3月31日 古座川町              | 昭和31年3月31日 古座川町              | 古座川町               | 古座川町          |
| 佐田村       | 佐田村                   | 佐田村                   | 七川村                     | 七川村                               | 七川村                                | 昭和31年3月31日 古座川町              | 昭和31年3月31日 古座川町              | 古座川町               | 古座川町          |
| 下露村       |                          |                          | 七川村                     | 七川村                               | 七川村                                | 昭和31年3月31日 古座川町              | 昭和31年3月31日 古座川町              | 古座川町               | 古座川町          |
| 西川村       |                          |                          | 七川村                     | 七川村                               | 七川村                                | 昭和31年3月31日 古座川町              | 昭和31年3月31日 古座川町              | 古座川町               | 古座川町          |
| 松根村       |                          |                          | 七川村                     | 七川村                               | 七川村                                | 昭和31年3月31日 古座川町              | 昭和31年3月31日 古座川町              | 古座川町               | 古座川町          |
| 成川村       |                          |                          | 七川村                     | 七川村                               | 七川村                                | 昭和31年3月31日 古座川町              | 昭和31年3月31日 古座川町              | 古座川町               | 古座川町          |
| 添野川村     |                          |                          | 七川村                     | 七川村                               | 七川村                                | 昭和31年3月31日 古座川町              | 昭和31年3月31日 古座川町              | 古座川町               | 古座川町          |
| 平井村       |                          |                          | 七川村                     | 七川村                               | 七川村                                | 昭和31年3月31日 古座川町              | 昭和31年3月31日 古座川町              | 古座川町               | 古座川町          |
| 井野谷村     |                          |                          | 七川村                     | 七川村                               | 七川村                                | 昭和31年3月31日 古座川町              | 昭和31年3月31日 古座川町              | 古座川町               | 古座川町          |
| 古座浦       | 古座浦                   | 古座浦                   | 古座村                     | 明治34年3月20日 町制 古座町          | 古座町                                | 昭和31年3月30日 古座町                | 昭和31年3月30日 古座町                | 平成17年4月1日 串本町  | 串本町            |
| 中湊村       |                          |                          | 古座村                     | 明治34年3月20日 町制 古座町          | 古座町                                | 昭和31年3月30日 古座町                | 昭和31年3月30日 古座町                | 平成17年4月1日 串本町  | 串本町            |
| 津荷村       |                          |                          | 古座村                     | 明治34年3月20日 町制 古座町          | 古座町                                | 昭和31年3月30日 古座町                | 昭和31年3月30日 古座町                | 平成17年4月1日 串本町  | 串本町            |
| 西向浦       | 西向浦                   | 西向浦                   | 西向村                     | 西向村                               | 昭和10年6月1日 町制 西向町            | 昭和31年3月30日 古座町                | 昭和31年3月30日 古座町                | 平成17年4月1日 串本町  | 串本町            |
| 神野川村     |                          |                          | 西向村                     | 西向村                               | 昭和10年6月1日 町制 西向町            | 昭和31年3月30日 古座町                | 昭和31年3月30日 古座町                | 平成17年4月1日 串本町  | 串本町            |
| 古田村       |                          |                          | 西向村                     | 西向村                               | 昭和10年6月1日 町制 西向町            | 昭和31年3月30日 古座町                | 昭和31年3月30日 古座町                | 平成17年4月1日 串本町  | 串本町            |
| 伊串村       |                          |                          | 西向村                     | 西向村                               | 昭和10年6月1日 町制 西向町            | 昭和31年3月30日 古座町                | 昭和31年3月30日 古座町                | 平成17年4月1日 串本町  | 串本町            |
| 姫村         |                          |                          | 西向村                     | 西向村                               | 昭和10年6月1日 町制 西向町            | 昭和31年3月30日 古座町                | 昭和31年3月30日 古座町                | 平成17年4月1日 串本町  | 串本町            |
| 姫川村       |                          |                          | 西向村                     | 西向村                               | 昭和10年6月1日 町制 西向町            | 昭和31年3月30日 古座町                | 昭和31年3月30日 古座町                | 平成17年4月1日 串本町  | 串本町            |
| 下田原浦     | 下田原浦                 | 下田原浦                 | 田原村                     | 田原村                               | 田原村                                | 昭和31年3月30日 古座町                | 昭和31年3月30日 古座町                | 平成17年4月1日 串本町  | 串本町            |
| 上田原村     |                          |                          | 田原村                     | 田原村                               | 田原村                                | 昭和31年3月30日 古座町                | 昭和31年3月30日 古座町                | 平成17年4月1日 串本町  | 串本町            |
| 佐部村       |                          |                          | 田原村                     | 田原村                               | 田原村                                | 昭和31年3月30日 古座町                | 昭和31年3月30日 古座町                | 平成17年4月1日 串本町  | 串本町            |
| 串本浦       | 串本浦                   | 串本浦                   | 西牟婁郡 串本村            | 明治30年11月2日 町制 西牟婁郡 串本町 | 西牟婁郡 串本町                       | 昭和30年7月2日 西牟婁郡 串本町        | 昭和30年7月2日 西牟婁郡 串本町        | 平成17年4月1日 串本町  | 串本町            |
| 鬮野川村     | 鬮野川村                 | 鬮野川村                 | 西牟婁郡 富二橋村          | 西牟婁郡 富二橋村                    | 昭和13年6月30日 西牟婁郡 串本町に編入 | 昭和30年7月2日 西牟婁郡 串本町        | 昭和30年7月2日 西牟婁郡 串本町        | 平成17年4月1日 串本町  | 串本町            |
| 二色村       |                          |                          | 西牟婁郡 富二橋村          | 西牟婁郡 富二橋村                    | 昭和13年6月30日 西牟婁郡 串本町に編入 | 昭和30年7月2日 西牟婁郡 串本町        | 昭和30年7月2日 西牟婁郡 串本町        | 平成17年4月1日 串本町  | 串本町            |
| 東雨村       | 明治9年 高富村           | 明治9年 高富村           | 西牟婁郡 富二橋村          | 西牟婁郡 富二橋村                    | 昭和13年6月30日 西牟婁郡 串本町に編入 | 昭和30年7月2日 西牟婁郡 串本町        | 昭和30年7月2日 西牟婁郡 串本町        | 平成17年4月1日 串本町  | 串本町            |
| 二部村       | 明治9年 高富村           | 明治9年 高富村           | 西牟婁郡 富二橋村          | 西牟婁郡 富二橋村                    | 昭和13年6月30日 西牟婁郡 串本町に編入 | 昭和30年7月2日 西牟婁郡 串本町        | 昭和30年7月2日 西牟婁郡 串本町        | 平成17年4月1日 串本町  | 串本町            |
| 和深浦       | 和深浦                   | 和深浦                   | 西牟婁郡 和深村            | 西牟婁郡 和深村                      | 西牟婁郡 和深村                       | 昭和30年7月2日 西牟婁郡 串本町        | 昭和30年7月2日 西牟婁郡 串本町        | 平成17年4月1日 串本町  | 串本町            |
| 田子浦       |                          |                          | 西牟婁郡 和深村            | 西牟婁郡 和深村                      | 西牟婁郡 和深村                       | 昭和30年7月2日 西牟婁郡 串本町        | 昭和30年7月2日 西牟婁郡 串本町        | 平成17年4月1日 串本町  | 串本町            |
| 江田浦       |                          |                          | 西牟婁郡 和深村            | 西牟婁郡 和深村                      | 西牟婁郡 和深村                       | 昭和30年7月2日 西牟婁郡 串本町        | 昭和30年7月2日 西牟婁郡 串本町        | 平成17年4月1日 串本町  | 串本町            |
| 里川村       |                          |                          | 西牟婁郡 和深村            | 西牟婁郡 和深村                      | 西牟婁郡 和深村                       | 昭和30年7月2日 西牟婁郡 串本町        | 昭和30年7月2日 西牟婁郡 串本町        | 平成17年4月1日 串本町  | 串本町            |
| 上野浦       | 上野浦                   | 上野浦                   | 西牟婁郡 潮岬村            | 西牟婁郡 潮岬村                      | 西牟婁郡 潮岬村                       | 昭和30年7月2日 西牟婁郡 串本町        | 昭和30年7月2日 西牟婁郡 串本町        | 平成17年4月1日 串本町  | 串本町            |
| 出雲浦       |                          |                          | 西牟婁郡 潮岬村            | 西牟婁郡 潮岬村                      | 西牟婁郡 潮岬村                       | 昭和30年7月2日 西牟婁郡 串本町        | 昭和30年7月2日 西牟婁郡 串本町        | 平成17年4月1日 串本町  | 串本町            |
| 有田浦       | 有田浦                   | 有田浦                   | 西牟婁郡 有田村            | 西牟婁郡 有田村                      | 西牟婁郡 有田村                       | 昭和30年7月2日 西牟婁郡 串本町        | 昭和30年7月2日 西牟婁郡 串本町        | 平成17年4月1日 串本町  | 串本町            |
| 有田上村     |                          |                          | 西牟婁郡 有田村            | 西牟婁郡 有田村                      | 西牟婁郡 有田村                       | 昭和30年7月2日 西牟婁郡 串本町        | 昭和30年7月2日 西牟婁郡 串本町        | 平成17年4月1日 串本町  | 串本町            |
| 吐生村       |                          |                          | 西牟婁郡 有田村            | 西牟婁郡 有田村                      | 西牟婁郡 有田村                       | 昭和30年7月2日 西牟婁郡 串本町        | 昭和30年7月2日 西牟婁郡 串本町        | 平成17年4月1日 串本町  | 串本町            |
| 田並浦       | 田並浦                   | 田並浦                   | 西牟婁郡 田並村            | 西牟婁郡 田並村                      | 西牟婁郡 田並村                       | 昭和30年7月2日 西牟婁郡 串本町        | 昭和30年7月2日 西牟婁郡 串本町        | 平成17年4月1日 串本町  | 串本町            |
| 田並上村     |                          |                          | 西牟婁郡 田並村            | 西牟婁郡 田並村                      | 西牟婁郡 田並村                       | 昭和30年7月2日 西牟婁郡 串本町        | 昭和30年7月2日 西牟婁郡 串本町        | 平成17年4月1日 串本町  | 串本町            |
| 大島浦       | 大島浦                   | 大島浦                   | 大島村                     | 大島村                               | 大島村                                | 昭和33年1月15日 西牟婁郡 串本町に編入 | 昭和33年1月15日 西牟婁郡 串本町に編入 | 平成17年4月1日 串本町  | 串本町            |
| 須江浦       |                          |                          | 大島村                     | 大島村                               | 大島村                                | 昭和33年1月15日 西牟婁郡 串本町に編入 | 昭和33年1月15日 西牟婁郡 串本町に編入 | 平成17年4月1日 串本町  | 串本町            |
| 樫野浦       |                          |                          | 大島村                     | 大島村                               | 大島村                                | 昭和33年1月15日 西牟婁郡 串本町に編入 | 昭和33年1月15日 西牟婁郡 串本町に編入 | 平成17年4月1日 串本町  | 串本町            |
| 深谷村       | 深谷村                   | 深谷村                   | 佐本村                     | 明治40年7月1日 西牟婁郡 佐本村       | 西牟婁郡 佐本村                       | 昭和30年3月31日 西牟婁郡 すさみ町     | 昭和30年3月31日 西牟婁郡 すさみ町     | 西牟婁郡 すさみ町      | 西牟婁郡 すさみ町 |
| 根倉村       |                          |                          | 佐本村                     | 明治40年7月1日 西牟婁郡 佐本村       | 西牟婁郡 佐本村                       | 昭和30年3月31日 西牟婁郡 すさみ町     | 昭和30年3月31日 西牟婁郡 すさみ町     | 西牟婁郡 すさみ町      | 西牟婁郡 すさみ町 |
| 平野村       |                          |                          | 佐本村                     | 明治40年7月1日 西牟婁郡 佐本村       | 西牟婁郡 佐本村                       | 昭和30年3月31日 西牟婁郡 すさみ町     | 昭和30年3月31日 西牟婁郡 すさみ町     | 西牟婁郡 すさみ町      | 西牟婁郡 すさみ町 |
| 檜曽原村     |                          |                          | 佐本村                     | 明治40年7月1日 西牟婁郡 佐本村       | 西牟婁郡 佐本村                       | 昭和30年3月31日 西牟婁郡 すさみ町     | 昭和30年3月31日 西牟婁郡 すさみ町     | 西牟婁郡 すさみ町      | 西牟婁郡 すさみ町 |
| 西野川村     |                          |                          | 佐本村                     | 明治40年7月1日 西牟婁郡 佐本村       | 西牟婁郡 佐本村                       | 昭和30年3月31日 西牟婁郡 すさみ町     | 昭和30年3月31日 西牟婁郡 すさみ町     | 西牟婁郡 すさみ町      | 西牟婁郡 すさみ町 |
| 中野村       |                          |                          | 佐本村                     | 明治40年7月1日 西牟婁郡 佐本村       | 西牟婁郡 佐本村                       | 昭和30年3月31日 西牟婁郡 すさみ町     | 昭和30年3月31日 西牟婁郡 すさみ町     | 西牟婁郡 すさみ町      | 西牟婁郡 すさみ町 |
| 中村         |                          |                          | 佐本村                     | 明治40年7月1日 西牟婁郡 佐本村       | 西牟婁郡 佐本村                       | 昭和30年3月31日 西牟婁郡 すさみ町     | 昭和30年3月31日 西牟婁郡 すさみ町     | 西牟婁郡 すさみ町      | 西牟婁郡 すさみ町 |
| 東栗垣内村   |                          |                          | 佐本村                     | 明治40年7月1日 西牟婁郡 佐本村       | 西牟婁郡 佐本村                       | 昭和30年3月31日 西牟婁郡 すさみ町     | 昭和30年3月31日 西牟婁郡 すさみ町     | 西牟婁郡 すさみ町      | 西牟婁郡 すさみ町 |
| 西栗垣内村   |                          |                          | 佐本村                     | 明治40年7月1日 西牟婁郡 佐本村       | 西牟婁郡 佐本村                       | 昭和30年3月31日 西牟婁郡 すさみ町     | 昭和30年3月31日 西牟婁郡 すさみ町     | 西牟婁郡 すさみ町      | 西牟婁郡 すさみ町 |
| 追川村       |                          |                          | 佐本村                     | 明治40年7月1日 西牟婁郡 佐本村       | 西牟婁郡 佐本村                       | 昭和30年3月31日 西牟婁郡 すさみ町     | 昭和30年3月31日 西牟婁郡 すさみ町     | 西牟婁郡 すさみ町      | 西牟婁郡 すさみ町 |

## 行政
歴代郡長
| 代 | 氏名         | 就任年月日                 | 退任年月日                | 備考                   |
| -- | ------------ | -------------------------- | ------------------------- | ---------------------- |
| 1  | 吉田貢       | 明治12年（1879年）2月17日  |                           |                        |
| 2  | 小川大海     | 明治16年（1883年）1月8日   |                           |                        |
| 3  | 赤城維羊     | 明治20年（1887年）11月18日 |                           |                        |
| 4  | 吉田政之丞   | 明治24年（1891年）4月27日  |                           |                        |
| 5  | 永田敬之     | 明治30年（1897年）10月6日  |                           |                        |
| 6  | 佐々木米三郎 | 明治32年（1899年）4月6日   |                           |                        |
| 7  | 中谷俊平     | 明治35年（1902年）5月27日  |                           |                        |
| 8  | 松田巳之吉   | 明治35年（1902年）9月30日  |                           |                        |
| 9  | 楠見節       | 明治36年（1903年）8月25日  |                           |                        |
| 10 | 一杉竹之助   | 明治38年（1905年）3月31日  |                           |                        |
| 11 | 加藤純次郎   | 明治39年（1906年）6月19日  |                           |                        |
| 12 | 吉田穣       | 明治43年（1910年）3月31日  |                           |                        |
| 13 | 谷口秀峰     | 大正3年（1914年）4月1日    |                           |                        |
| 14 | 田村和夫     | 大正9年（1920年）4月12日   |                           |                        |
| 15 | 井口貞次郎   | 大正10年（1921年）7月12日  |                           |                        |
| 16 | 江川豊太郎   | 大正12年（1923年）6月28日  |                           |                        |
| 17 | 高柳巍       | 大正14年（1925年）5月5日   |                           |                        |
| 18 | 畑中芳彦     | 大正15年（1926年）6月29日  | 大正15年（1926年）6月30日 | 郡役所廃止により、廃官 |